# Chaib Massaoudi
Chaib Massaoudi (Al Hoceima, 9 februari 1962) is een Nederlands acteur van Marokkaanse afkomst. Hij is vooral bekend uit de film Polleke uit 2003.

## Biografie
Massaoudi kwam rond 1989 naar Nederland. Hij studeerde aan de Universiteit Utrecht voor acteur. Sinds 2008 is hij lid van Toneelgroep Amsterdam.

## Film
| Jaar | Titel                    | Rol               |
| ---- | ------------------------ | ----------------- |
| 2003 | Polleke                  | Omar (film)       |
| 2008 | Dag in dag uit (tv-film) | Adem              |
| 2015 | Prins                    | Mo (Ayoubs vader) |